# Phlogophora fumosa
Phlogophora fumosa là một loài bướm đêm trong họ Noctuidae.